# Копачовская сельская община
Копачовская сельская община (укр. Копачівська сільська громада) — территориальная община в Луцком районе Волынской области Украины.
Административный центр — село Копачовка.
Население составляет 5734 человек. Площадь — 177,3 км².
В соответствии с распоряжением Кабинета Министров Украины от 12 июня 2020 года, в состав общины вошла территория Березолуковского, Залесцевского, Копачовского, Кременецкого, Любченского и Ульяниковского сельских советов упразднённого Рожищенского района.

## Населённые пункты
В состав общины входит 14 сёл:
- Копачовка
  - Александровка
  - Башова
  - Подлески
  - Тростянка
- Березолуковский старостинский округ:
  - Березолуки
  - Кроватка
  - Подгорное
  - Яблоновка
- Залесцевский старостинский округ:
  - Залесцы
  - Ужова
- Кременецкий старостинский округ:
  - Кременец
- Любченский старостинский округ:
  - Любче
- Ульяниковский старостинский округ:
  - Ульяники